# 线纹蚁鵙
线纹蚁鵙（学名：Thamnophilus tenuepunctatus）是蚁鵙科蚁鵙属的一种，发现于哥伦比亚、厄瓜多尔、秘鲁。
线纹蚁鵙的自然栖息地为亚热带或热带的湿润低地森林以及亚热带或热带的湿润云雾林。